# SN 2006ej
SN 2006ej – supernowa typu Ia odkryta 23 sierpnia 2006 roku w galaktyce NGC 191A. W momencie odkrycia miała maksymalną jasność 16,40m.